# Pleurocrypta longibranchiata
Pleurocrypta longibranchiata là một loài chân đều trong họ Bopyridae. Loài này được Bate & Westwood miêu tả khoa học năm 1868.